# Alobarbital
Alobarbital, também conhecido como alobarbitona, e vendido sob as marcas Dial e Cibalgine (em combinação com aminofenazona) ou Dial-Ciba (em combinação com carbamato de etila), é um barbitúrico sintetizado pela primeira vez em 1912. Foi usado principalmente como anticonvulsivante, e seu uso foi amplamente substituído por medicamentos mais novos que oferecem maior segurança terapêutica. O alobarbital também foi usado como um adjuvante para aumentar o efeito de drogas analgésicas e, também, no tratamento de insônia e ansiedade.
Em comparação com os barbitúricos mais conhecidos, como o fenobarbital e secobarbital, o alobarbital não foi usado amplamente na prática clínica, embora tenha sido popular em alguns países europeus, como a Bulgária e a Eslováquia. Na Polônia, o alobarbital ainda é utilizado, mas apenas em associações medicamentosas.